# 베라 크루스 (영화)
《베라 크루스》(영어: Vera Cruz)는 1954년 개봉한 미국의 서부 영화로, 로버트 앨드리치가 감독을 맡았다.
극중 비도덕적인 캐릭터들과 그들의 무자비한 폭력적 행위는 당시 관객들에게 큰 충격을 낳았다. 《황야의 7인》, 《와일드 번치》 등 후대 서부 영화에 큰 영향을 미친 것으로 평가 받고 있다.

## 출연

### 주연
- 게리 쿠퍼
- 버트 랭카스터

### 조연
- 데니스 다셀
- 케서 로메로

## 기타
- 공동제작: 해롤드 헤츠
- 공동제작: 버트 랭카스터
- 미술: 알프레드 이바라
- 의상: 노마 코치